# Joel Ekman
Joel Ekman är en tidigare trumslagare i Stone Sour. Han lämnade bandet 2006 då hans son, Isaac James Ekman, dog i cancer under inspelningarna av det andra albumet Come What(ever) May. Joel ersattes av Roy Mayorga, tidigare i Soulfly. Mayorga gjorde nyinspelningar på de låtar som Joel hade hunnit spela in, och spelade sedan in resten av låtarna. Joels pappa var från Lettland varifrån han har fått sitt namn. Han är dock född och uppväxt i Des Moines, Iowa. https://web.archive.org/web/20121114005037/http://stonesour.opiumofthepeople.net/stonesour/exmembers
Joel är aktuell med ett relativt nytt band, Isaac James, som alltså är döpt efter Joel's döde son. Bandets första full-längdare släpptes 2011, Shut Up and Listen.